# Centaurea shehbazii
Centaurea shehbazii — вид квіткових рослин родини айстрових (Asteraceae). Ареал: Іран.

## Екологія
Centaurea shehbazii — рідкісний ендемік провінції Керманшах, Західний Іран. Росте на кам'янистих схилах, полях і узбіччях доріг на висоті 1400—1450 метрів.

## Морфологічна характеристика
Це дворічні рослини, з товстим м'ясистим стрижневим коренем, вся рослина зазвичай зелена, до 60 см заввишки. Стебло прямовисне, зазвичай просте, ≈ 12 мм в діаметрі біля основи, циліндричне, з густими білими смугами, до серединної частини нещільно облистнене, нижня частина червонувата, майже гола чи з рідкісними волосками, серединна частина нещільно вкрита волосками і сидячими залозками, верхня частина нещільно вкрита волосками і сидячими залозками, іноді тільки сидячими залозками. Листки жорсткі, з виступаючими жилками з обох боків. Прикореневі листки прості, з ≈ 12 см черешком, широколанцетні, ≈ 30 × 12 см, загострені на вершині. Верхні стеблові листки дедалі менші, сидячі, видовжено-еліптичні, ≈ 9.5 × 3.7 см, нещільно вкриті волосками, тупі на верхівці. Квіткових голів кілька, 5–7, розташовані в китиці, квітконоси голі, верхні квітконіжки 9–16 см завдовжки. Обгортки яйцеподібно-кулясті. Філярії багаторядні. Квітки рожеві. Сім'янки довгасті, 6.2–6.5 × 2.2–3.2 мм, жовтуваті, голі. Папус стійкий, багатосерійний, шкірчастий, білуватий або блідо-коричневий, ≈ 15.5–16 мм завдовжки.